# Bitka pri jezeru Pontchartrain
Bitka pri jezeru Pontchartrain je bila akcija ladij 10. septembra 1779, del anglo-španske vojne. Odvila se je med britansko vojno ladjo HMS West Florida in škuno USS Morris kontinentalne mornarice v vodah jezera Pontchartrain, takrat v britanski provinci Zahodna Florida.
HMS West Florida je patruljirala po jezeru Pontchartrain, ko je naletela na USS Morris, ki je izplula iz New Orleansa s špansko in ameriško posadko pod vodstvom kapitana kontinentalne mornarice Williama Picklesa. Večja posadka ladje »USS Morris« se je uspešno vkrcala na ladjo »HMS West Florida« in pri tem smrtno ranila njenega kapitana, poročnika Johna Paynea. Zavzetje ladje »West Florida« je skoraj odpravilo britansko pomorsko prisotnost na jezeru in oslabilo že tako šibek britanski nadzor nad zahodnimi deli Zahodne Floride.